# سيلينة دمشقية
السيلينة الدمشقية (باللاتينية: Silene damascena) نوع نباتي يتبع جنس السيلينة من الفصيلة القرنفلية.

## الموئل والانتشار
موطنها بلاد الشام.